# Selezioni giovanili della nazionale maschile di pallacanestro della Lettonia
Le selezioni giovanili della nazionale di pallacanestro della Lettonia sono gestite dalla Federazione cestistica della Lettonia e partecipano ai tornei cestistici internazionali per squadre nazionali, limitatamente a specifiche classi d'età.

## Universitaria
Rappresenta la selezione dei migliori atleti universitari della nazionale lettone.

### Partecipazioni
- 2009 - 12°
- 2017 -  3°
- 2019 - 8°

 Lettonia universitaria - Pallacanestro alla XXIX Universiade - Torneo maschileBirkans, Jaunzems, Ozolinkevičs, Bērziņš, Krūmiņš, Lasmanis, Pļavnieks, Rēķis, Sīpoliņš, Minajevs, Eiduks, Lasenbergs, All. -
 Lettonia universitaria - Pallacanestro alla XXX Universiade - Torneo maschile4 Feikners, 5 Dambenieks, 6 Gertners, 7 Birkans, 8 Krastins, 9 Putans, 10 Dubults, 11 Lemanis, 12 Zunda, 13 Miculis, 14 Čavars, 15 Jaunzems,        All. -

## Under-20
Rappresenta i migliori giocatori di nazionalità lettone di età non superiore ai 20 anni. Partecipa a tutte le manifestazioni internazionali giovanili di pallacanestro per nazioni gestite dalla FIBA.
Nel corso degli anni questa selezione ha subìto alcuni cambiamenti nel nome, dovuti agli adeguamenti nelle normative della FIBA in fatto di classificazione delle categorie giovanili.
Agli inizi la denominazione originaria era Nazionale Juniores, in quanto la FIBA classificava le fasce di età sotto i 22 anni con la denominazione "juniores". In seguito, denominazione e fasce di età sono state equiparate, divenendo Nazionale Under 22. Dal 2000, la FIBA ha modificato nuovamente il tutto, equiparando sotto la dicitura "under 20" sia denominazione che fasce di età. Da allora la selezione ha preso il nome attuale.

### Partecipazioni
FIBA EuroBasket Under-20
- 1998 - 12°
- 2004 - 7°
- 2005 - 7º
- 2006 - 13°

- 2007 - 14°
- 2008 - 11°
- 2009 - 10°
- 2010 - 11°

- 2011 - 8°
- 2012 - 6°
- 2013 -  2°
- 2014 - 16°

- 2015 - 5°
- 2016 - 6°
- 2017 - 16°
- 2019 - 16°

 Lettonia under 22 - Campionato europeo maschile di pallacanestro Under-22 19984 Purnis, 5 Reisons, 6 Liepkalns, 7 J. Umbraško, 8 Buškevics, 9 Oberšats, 10 Valters, 11 Kambala, 12 Pogiņš, 13 Skirmants, 14 A. Umbraško, 15 Kosuškins,        All. -
 Lettonia under 20 - Campionato europeo maschile di pallacanestro Under-20 20044 Bērziņš, 5 Gulbis, 6 Reķis, 7 Gabrāns, 8 Jurevičus, 9 Štālbergs, 10 Sirsniņš, 11 Vairogs, 12 Jahovičs, 13 Mētra, 14 Bambis, 15 Gubāts,        All. Varis Krūmiņš
 Lettonia under 20 - Campionato europeo maschile di pallacanestro Under-20 20054 Cavars, 5 Patmalnieks, 6 Šlesers, 7 Kravčenko, 8 Jurevičus, 9 Jeromanovs, 10 Sirsniņš, 11 Kazāks, 12 Gulbis, 13 Aleksejevs, 14 Bērziņš, 15 Gubāts,        All. Varis Krūmiņš
 Lettonia under 20 - Campionato europeo maschile di pallacanestro Under-20 20064 Jaunzems, 5 Kalve, 6 Strelis, 7 Trops, 8 Brencans, 9 Jeromanovs, 10 Piternieks, 11 Ledins, 12 Cavars, 13 Klavins, 14 Rozitis, 15 Zaķis,        All. Raivo Otersons
 Lettonia under 20 - Campionato europeo maschile di pallacanestro Under-20 20074 Rozitis, 5 Strupovičs, 6 Kanbergs, 7 Trops, 8 Celmiņš, 9 Brencans, 10 Freimanis, 11 Eglītis, 12 Kuksiks, 13 Šeļakovs, 14 Zaķis, 15 Meļņiks,        All. Raivo Otersons
 Lettonia under 20 - Campionato europeo maschile di pallacanestro Under-20 20084 Strēlnieks, 5 Kaufmanis, 6 Virsis, 7 Silavs, 8 Kanbergs, 9 Bertāns, 10 Kuksiks, 11 Freimanis, 12 Šeļakovs, 13 Bērziņš, 14 Plivda, 15 Celmiņš,        All. Agris Galvanovskis
 Lettonia under 20 - Campionato europeo maschile di pallacanestro Under-20 20094 Krūmiņš, 5 Kaufmanis, 6 Virsis, 7 Sokolovs, 8 Strēlnieks, 9 Bertāns, 10 Mizis, 11 Duselis, 12 Justovics, 13 Zeidaks, 14 Rozītis, 15 Blaus,        All. Varis Krūmiņš
 Lettonia under 20 - Campionato europeo maschile di pallacanestro Under-20 20104 Brigmanis, 5 Krūmiņš, 6 Celms, 7 Ošiņš, 8 Kārlis, 9 Laksa, 10 Osenieks, 11 Butjankovs, 12 Meiers, 13 Zeidaks, 14 Blaus, 15 Rozītis,        All. Varis Krūmiņš
 Lettonia under 20 - Campionato europeo maschile di pallacanestro Under-20 20114 Ošiņš, 5 Bremze, 6 Vītols, 7 Bricis, 8 Lejasmeiers, 9 Ansons, 10 Dukulis, 11 Pinete, 12 Antrops, 13 Mejeris, 14 Meiers, 15 Butjankovs,        All. Agris Galvanovskis
 Lettonia under 20 - Campionato europeo maschile di pallacanestro Under-20 20124 Vītiņš, 5 Siliņš, 6 Timma, 7 Bricis, 8 Vītols, 9 Saulitis, 10 Bērziņš, 11 Misters, 12 Čoders, 13 Strazdins, 14 Helmanis, 15 Bremers,        All. Roberts Štelmahers
 Lettonia under 20 - Campionato europeo maschile di pallacanestro Under-20 20134 Vecvagars, 5 Jakovičs, 6 Rēķis, 7 Gromovs, 8 Bērziņš, 9 Leimanis, 10 Krūmiņš, 11 Stumbris, 12 Štelmahers, 13 Saulītis, 14 Gražulis, 15 Siliņš,        All. Artūrs Štālbergs
 Lettonia under 20 - Campionato europeo maschile di pallacanestro Under-20 20144 Gludītis, 5 Engers, 6 Krastiņš, 7 Štelmahers, 8 Žvīgurs, 9 Plavnieks, 10 Geks, 11 Gromovs, 12 Pāže, 13 Šmits, 14 Lasmanis, 15 Pasečņiks,        All. Nikolajs Mazurs
 Lettonia under 20 - Campionato europeo maschile di pallacanestro Under-20 20155 Engers, 7 Lomažs, 8 Žvīgurs, 9 Plavnieks, 10 Mežnieks, 11 Gludītis, 12 Pāže, 13 Šmits, 14 Geks, 15 Jaunzems, 16 Mālmanis, 33 Strādnieks,        All. Arnis Vecvagars
 Lettonia under 20 - Campionato europeo maschile di pallacanestro Under-20 20164 Feikners, 5 Grīnbergs, 6 Saulītis, 7 Birkāns, 8 Gūtmanis, 9 Lomažs, 10 Hāzners, 11 Strādnieks, 12 Kohs, 13 Krūmiņš, 14 Raimo, 15 Čavars,        All. Arnis Vecvagars
 Lettonia under 20 - Campionato europeo maschile di pallacanestro Under-20 20174 Bērziņš, 5 Zotovs, 6 Vīksne, 7 Birkāns, 8 Gūtmanis, 9 Blumbergs, 10 Feikners, 11 Krauklis, 12 Kohs, 15 Dambenieks, 16 Hāzners, 17 Saulītis,        All. Arnis Vecvagars
 Lettonia under 20 - Campionato europeo maschile di pallacanestro Under-20 20194 Atelbauers, 5 Berkis, 6 Brokans, 7 Hlebovickis, 8 Linis, 9 Erkskis, 10 Lacis, 11 Kapostins, 12 Hermanovskis, 13 Bumeisters, 14 Kampuss, 15 Lacis,        All. Kristaps Zeids

## Under-19
Rappresenta i migliori giocatori di nazionalità lettone di età non superiore ai 19 anni. Partecipa a tutte le manifestazioni internazionali giovanili di pallacanestro per nazioni gestite dalla FIBA.

### Partecipazioni
- 1999 - 9°
- 2011 - 10°
- 2019 - 12°
- 2021 - 11°

 Lettonia under 19 - Campionato mondiale maschile di pallacanestro Under-19 19994 Pīpiķis, 5 Grafs, 6 Amoliņš, 7 Suraks, 8 Cipruss, 9 Ļaksa, 10 Valters, 11 Vaikulis, 12 Blūms, 13 Jumiķis, 14 Ozols, 15 Šnikvalds,        All. -
 Lettonia under 19 - Campionato mondiale maschile di pallacanestro Under-19 20114 Vecvagars, 5 Coders, 6 Siliņš, 7 Apsītis, 8 Bertāns, 9 Magone, 10 Bremers, 11 Timma, 12 Dukulis, 13 Vītiņš, 14 Helmanis, 15 Rostovs,        All. Ziedonis Jansons
 Lettonia under 19 - Campionato mondiale maschile di pallacanestro Under-19 20194 Vīksne, 5 Mežulis, 6 Vitoļskis, 7 Kurucs, 8 Vēveris, 9 Berķis, 10 Hlebovickis, 11 Šnipke, 12 Šteinbergs, 13 Būmeisters, 14 Bērziņš, 15 Miška,        All. Artūrs Visockis-Rubenis
 Lettonia under 19 - Campionato mondiale maschile di pallacanestro Under-19 20214 Viljamsons, 5 Skuja, 6 Feierbergs, 7 Mačoha, 8 Briedis, 9 Parādnieks, 10 Šulcs, 11 Vanags, 12 Slivackis, 13 Kļanskis, 14 Denafs, 15 Helmanis,        All. Nikolajs Mazurs

## Under-18
Rappresenta i migliori giocatori di nazionalità lettone di età non superiore ai 18 anni. Partecipa a tutte le manifestazioni internazionali giovanili di pallacanestro per nazioni gestite dalla FIBA.
Agli inizi la denominazione originaria era Nazionale Cadetti, in quanto la FIBA classificava le fasce di età sotto i 18 anni con la denominazione "cadetti". Dal 2000, la FIBA ha modificato il tutto, equiparando sotto la dicitura "under 18" sia denominazione che fasce di età. Da allora la selezione ha preso il nome attuale.
Fino al 1991, gli atleti lettoni hanno militato nella nazionale di categoria sovietica

### Partecipazioni
FIBA EuroBasket Under-18
- 1998 - 4°
- 2000 - 8°
- 2002 - 11°
- 2004 - 12°
- 2005 - 8°

- 2006 - 12°
- 2007 -
- 2008 - 7°
- 2009 - 9°
- 2010 -

- 2011 - 10°
- 2012 - 6°
- 2013 - 4°
- 2014 - 8°
- 2015 - 10°

- 2016 - 13°
- 2017 - 16°
- 2018 -
- 2019 - 16°

## Under-16
Rappresenta i migliori giocatori di nazionalità lettone di età non superiore ai 16 anni. Partecipa a tutte le manifestazioni internazionali giovanili di pallacanestro per nazioni gestite dalla FIBA.
Agli inizi la denominazione originaria era nazionale Allievi, in quanto la FIBA classificava le fasce di età sotto i 18 anni con la denominazione "allievi". Dal 2000, la FIBA ha modificato il tutto, equiparando sotto la dicitura "under 16" sia denominazione che fasce di età. Da allora la selezione ha preso il nome attuale.
Fino al 1991, gli atleti lettoni hanno militato nella nazionale di categoria sovietica

### Partecipazioni
FIBA EuroBasket Under-16
- 1999 - 5°
- 2001 - 8°
- 2004 - 13°
- 2005 - 11°
- 2006 - 11°

- 2007 - 9°
- 2008 - 10°
- 2009 - 9°
- 2010 - 14°
- 2011 - 6°

- 2012 - 10°
- 2013 - 13°
- 2014 -  2°
- 2015 - 11°
- 2016 - 11°

- 2017 - 8°
- 2018 - 8°
- 2019 - 13°
- 2022 - 10°
- 2023 - 11°